# Bahri Oruçi

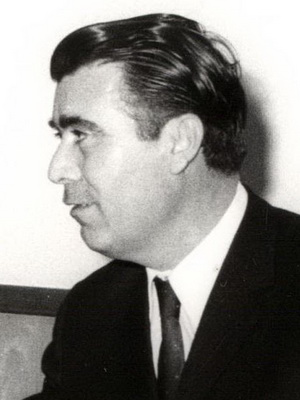

Bahri Oruçi (1930 -16 november 2011) was een Joegoslavisch politicus van de partij Liga van Communisten van Kosovo (Savez Komunista Kosovo (i Metohija) (SKK)), de toen enige politieke partij van Kosovo.
Van mei 1978 tot mei 1980 was hij Voorzitter van de Uitvoerende Raad, vergelijkbaar met premier, van de Autonome Provincie Kosovo en Metohija. Zijn voorganger was Bogoljub Nedeljković en zijn opvolger Riza Sapunxhiu.
Oruçi werkte onder andere aan de versterking van de banden van Joegoslavië en Kosovo in het bijzonder met buurlanden waaronder Albanië.